# سيتشي تاناكا
سيتشي تاناكا (بالإنجليزية: Seiichi Tanaka)‏ هو موسيقي أمريكي، ولد في 1943 في طوكيو في اليابان.

## وصلات خارجية
- سيتشي تاناكا على موقع IMDb (الإنجليزية)
- سيتشي تاناكا على موقع ميوزك برينز (الإنجليزية)
- سيتشي تاناكا على موقع أول ميوزيك (الإنجليزية)
- سيتشي تاناكا على موقع أول ميوزيك (الإنجليزية)
- سيتشي تاناكا على موقع ديسكوغز (الإنجليزية)